# Tres setmanes, tres nens
Tres setmanes, tres nens (originalment en anglès, Three Weeks, Three Kids) és un telefilm canadenc dirigida per Mark Jean, que es va emetre el 7 de maig de 2011 a Hallmark Channel. S'ha doblat al català i es va estrenar per primer cop a TV3 el 10 de juliol de 2022.

## Sinopsi
La Jennifer és una jove dissenyadora gràfica. El seu gerent li proposa fer-se accionista de l'empresa i el seu xicot li planteja matrimoni, però la perspectiva d'implicar-se l'espanta. La seva germana, la Mandy, ha d'anar de lluna de mel tardana amb el seu marit, en Brian, amb qui té tres fills. Són els pares de la Mandy i la Jennifer els que han de tenir cura dels tres fills. Però la seva mare,la Kathryn, truca a la Mandy per advertir-la que han d'ajornar la seva sortida a causa d'una lesió al maluc del seu pare, en Russell. Malgrat les reticències de la Mandy, haurà de ser la Jennifer qui cuidi dels nens fins que arribin els seus avis.

## Repartiment
- Anna Chlumsky: Jennifer Mills
- Warren Christie: Will Johnson
- Chelah Horsdal: Mandy Norton
- Tiera Skovbye: Alice Norton
- Sydney Stamler: Flo Norton
- Jakob Davies: Miles Norton
- William deVry: Brian Norton
- Susan Hogan: Kathryn Mills
- Kevin McNulty: Russell Mills
- Garry Chalk: Charlie Marshall
- Jesse Hutch: Quinn Richards
- Ecstasia Sanders: Sarah Christie
- Peter-John Prinsloo: Peter Longden
- Hazel Atkins: Erika
- Edward Ruttle: Sean
- Darien Provost: Toby